# ماك يونغ
ماك يونغ ( جاوي : مق يوڠ' ؛ (بالتايلندية: มะโย่ง)‏ : ما يونغ ) هو شكل تقليدي من الدراما الراقصة من شمال ماليزيا، ولا سيما ولاية كيلانتان. تم حظره من قبل الحزب الإسلامي الماليزي بسبب جذوره الإحيائية والهندوسية البوذية التي تسبق ظهور الإسلام في المنطقة الآسيوية بفارق كبير.  كان الراحل تشيك نينغ أحد أبرز فناني الماك يونغ في الثمانينيات. في عام 2005، أعلنت اليونسكو مسرح ماك يونغ " روائع التراث الشفهي وغير المادي للبشرية ". 

## تايلاند
انتشر ماك يونغ أيضًا على نطاق واسع في فطاني، مدينة فطاني السابقة خلال عصر مملكة فطاني، ولا يزال يُمارس في عدة مواقع، مثل يالا.  